# 北空知新聞
北空知新聞（きたそらちしんぶん）は、北空知新聞社が北海道の空知管内北部で発行している地方新聞。日本新聞協会には非加盟。

## 概要
深川市・北竜町・妹背牛町・秩父別町・沼田町・幌加内町（2010年より上川管内）の1市5町で発行している。かつては日刊だったが、現在は水曜日・土曜日の週2回発行。
題字にはエリア内の市町村を星に見立て、6つの星が描かれている。道新総合印刷（旭川）が印刷し、北海道新聞の販売ルートで宅配している。発行部数は3,800部。月額1,050円。

## 会社概要
- 本社：北海道深川市1条11番16号